# Omar Vizquel
Omar Enrique Vizquel González (Caracas, Venezuela, 24 de abril de 1967) es un excampocorto que inició su carrera de beisbolista en los Leones de Caracas en Venezuela y que jugó en las Grandes Ligas de Béisbol con los Seattle Mariners (1989-93), Cleveland Indians (1994-2004), San Francisco Giants (2005-2008), con los Texas Rangers (2009), Medias Blancas de Chicago (2010-2011) y Toronto Blue Jays (2012). 
Después de firmar un contrato de Ligas Menores con los Toronto Blue Jays, a sus 45 años de edad, se mantuvo como jugador activo en las Grandes Ligas, mejorando los registros que lo consolidan como uno de los mejores campocortos defensivos de todos los tiempos, el 3 de octubre de 2012 se retiró de las Grandes Ligas, siendo esta su última temporada como jugador profesional.
Ostenta el récord de más partidos jugados como short-stop, y un total de 2.968 partidos de las Grandes Ligas de Béisbol con los Seattle Mariners, Cleveland Indians, San Francisco Giants, Texas Rangers, los Chicago White Sox y los Toronto Blue Jays desde 1989 hasta 2012. Además posee el récord de más temporadas jugando en el short-stop, con 23.
Actualmente se desempeña como mánager de los Toros de Tijuana, en la Liga Mexicana de Béisbol.

## Trayectoria deportiva
Vizquel firmó con Seattle en 1984 y realizó su debut en las grandes ligas el 3 de abril de 1989 en un juego contra los Oakland Athletics. Su labor defensiva fue notable desde el principio, no así su labor ofensiva la cual fue mejorando paulatinamente luego de varios años. En sus primeros tres años con Seattle, bateó.220,.247 y.230 con solo 39 extrabases. Luego bateó para promedio de.294 en 1992 y 1993. Al final de ese año fue cambiado al equipo de Cleveland.
Luego de estricto entrenamiento al bateo y de ajustes en su estilo logró subir su promedio y en 1996 bateó.297, con 9 home runs, 64 carreras impulsadas, 98 carreras y 36 Dobles. En los años siguientes, bateó sobre.280. En la defensa, Vizquel trabajó en dúo con el segunda base Roberto Alomar, llegando a ser una de las más efectivas combinaciones defensivas de todos los tiempos.
Luego de batear 14 home runs y empujar 72 carreras en 2002, Vizquel fue operado de la rodilla derecha para reparar un cartílago. Solo jugó 64 juegos en 2003 y debió ser nuevamente operado.
En 2004 tuvo una temporada ofensiva exitosa con.291 de promedio en 148 Juegos. En la temporada siguiente firmó con los Gigantes de San Francisco. El 13 de mayo de 2007, Vizquel realizó el double play número 1.591 batiendo el registro absoluto que para entonces ostentaba Ozzie Smith.
En su carrera de 25 años, Vizquel ha bateado.272 de promedio, 80 home runs y 404 bases robadas, recibiendo 1.028 bases por bolas en 2.963 juegos. El domingo 25 de mayo de 2008, a sus 41 años,  Omar Vizquel participó en una doble cartelera y rompió el registro de Luis Aparicio, con lo que se convirtió en el venezolano con más partidos jugados en las mayores. El 6 de septiembre de 2010 Omar Vizquel participó en su juego 2.832 de las Grandes Ligas, convirtiéndose en el jugador latinoamericano con más partidos jugados en la historia de las grandes ligas, superando el récord que tenía el cubano Rafael Palmeiro, al cumplir la cantidad de 2585 partidos como campo corto. Para el final de la temporada 2010 y según el sitio de la MLB Omar empató en el puesto 15.º a Craig Biggio en la lista de jugadores con más partidos jugados en grandes ligas con 2.850.
El 19 de septiembre de 2012, en el nuevo Yankee Stadium y ante los envíos de Andy Pettitte, Vizquel daría hit al RF para igualar a El Bambino, el Gran Babe Ruth, en la lista de bateadores de todos los tiempos con 2.873 hits conectados, más adelante en el octavo episodio del mismo encuentro conectaría su hits 2.874 con doblete remolcador ante los envíos David Robertson, con lo que se coloca en solitario en el puesto 41.º de todos los tiempos.
Durante la doble jornada de partidos del 23 de septiembre de 2012 que enfrentó a Toronto y Baltimore en Campdem Yards, Omar Vizquel le dio caza a la marca de por vida de Mel Ott y empató el puesto número 40 de máximos hitteadores de todos los tiempos con 2.876. En el primer partido, el caraqueño no vio acción sin embargo en el segundo cotejo, el estratega del conjunto canadiense, John Farell lo colocó en el séptimo puesto de la alineación y a la defensiva estuvo en la segunda base (43 veces ha jugado en esta posición en 2012).
Temprano comenzó la producción del pelotero de 45 años, al pegar un doble ante los envíos del taiwanés Wei-Yin Chen en la apertura del segundo capítulo. Fue la conexión de dos bases 456 de su periplo de 24 temporadas en las mayores. Ante el mismo lanzador asiático, el venezolano dejó para la historia su tercer turno, cuando dirigió un batazo hacia el jardín derecho defendido por su compatriota Endy Chávez pasando a ocupar el puesto número 40 entre los máximos bateadores de todos los tiempos con 2.877.
El 3 de octubre de 2012, Omar Vizquel se retira de las grandes ligas siendo el último jugador de posición nacido en la década de los 60 y el último debutante en la década de los 80.
El 21 de junio de 2014, es incluido en el Salón de la Fama de los Indios de Cleveland.

## Vida personal

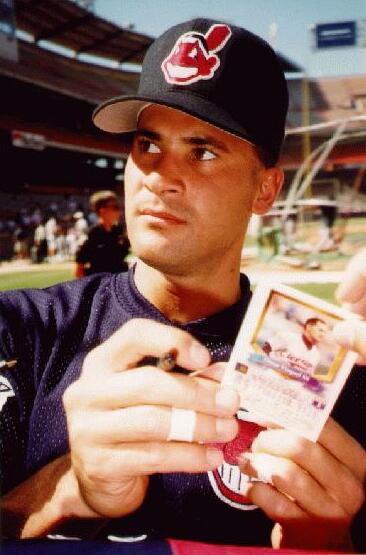
Vizquel mientras era parte de los Indians en 1996.

Vizquel es activo en el servicio comunitario, habiendo servido como un portavoz honorario de «Young Audiences», una organización de educación artística en Cleveland, y «Schools Now», que recauda fondos a través de la venta de folletos de entretenimiento. Después del desastre de 1999 en Vargas, que mató a 25.000 personas en su país natal, Venezuela, Vizquel se ofreció voluntariamente para las labores de socorro y ayudó a recaudar más de $500,000 para la causa. Vizquel ha celebrado varios eventos de caridad en el centro de Cleveland, como Tribe Jam, donde él y algunos compañeros de equipo se reúnen unos con otros o con cantantes retirados y cantar algunas de sus canciones favoritas.
Su autobiografía de 2002 titulada Omar!: Mi vida dentro y fuera del campo que coescribió con Bob Dyler, estuvo cuatro semanas en la lista de libros más vendidos del New York Times. Fue lanzado como edición de bolsillo en 2003.
Se hace referencia a Vizquel en un episodio de Los Simpsons de mayo de 1992, titulado Millhouse se enamora. En el episodio, Bart toma una tarjeta de béisbol de Carl Yastrzemski de un distraído Millhouse a cambio de una de Vizquel con la cabeza cortada.
En 1992, se casó con Nicole Tonkin; quien es oriunda de Seattle y con quién tiene dos hijos: Nicholas Enrique, nacido el 12 de septiembre de 1995 y Caylee Rae, nacida el 26 de mayo de 2007. Luego se divorciaron y Vizquel se casó con la venezolana Blanca García, en julio de 2014 y de quien se divorció, el 22 de diciembre de 2021. En agosto de 2023, después de dos años de noviazgo; se comprometió con Mónica Gemza y el 15 de marzo de 2025, se casaron en la Hacienda Santa Teresa.

### Disputa con José Mesa
Una pelea de larga duración y bien publicitada estalló entre Vizquel y su excompañero de equipo y amigo José Mesa. En 2002, tras la publicación de su autobiografía, Omar! Vizquel criticó el desempeño de Mesa en el Juego 7 de la Serie Mundial de 1997: 
 «Los ojos del mundo estaban enfocados en cada movimiento que hicimos. Desafortunadamente los ojos de José estaban completamente vacíos, nadie en casa, casi nada se veía a través de ellos. No mucho después de mirar sus vacíos ojos, sopló la salvación y los Marlins ganaron el juego.»
Mesa reaccionó furiosamente, prometiendo golpear a Vizquel en cada oportunidad subsiguiente: 
 «Incluso mi niño me dijo que lo trajera. Si me enfrento a él 10 veces más, le pegaré 10 veces. Quiero matarlo.»
El 12 de junio de 2002, Mesa golpeó a Vizquel con un lanzamiento en la novena entrada. Mesa no fue expulsado y terminó el juego. No volvieron a enfrentarse hasta 2006; para entonces, Vizquel estaba con los Gigantes de San Francisco y Mesa estaba jugando para los Colorado Rockies. Cuando Vizquel llegó al bate contra Mesa en Denver el 22 de abril, Mesa lo golpeó de nuevo. Se volvieron a enfrentar tres veces más en 2006, sin embargo, Vizquel evitó ser golpeado por su excompañero, con dos groundouts y un sencillo RBI. Vizquel bateó .333 (7-para-21) contra Mesa antes del retiro del lanzador dominicano en 2007.

### Caso de acoso
El 6 de agosto de 2021, Vizquel fue denunciado por acoso sexual por un ex recoge bates de los Birmingham Barons, filial doble A de los Chicago White Sox. La demanda fue presentada en el Tribunal de Distrito de Estados Unidos, en Alabama, y también acusaba a los propios White Sox y a los Barons por conocer de la situación y no aplicar oportunamente los correctivos necesarios, lo cual presume violaciones de la Ley de Estadounidenses con Discapacidades. Vizquel fue despedido de su cargo en septiembre de 2021.
En junio de 2022 el Tribunal de Distrito de Estados Unidos para el Distrito Norte de Alabama desestimó la demanda luego de que se realizara un acuerdo confidencial entre las partes.

## Registros
Estadísticas de Bateo
| Año               | Equipo | J    | VB    | CA   | H    | B2  | B3 | HR | CI  | BBP  | K    | BR  | SR  | Ave  | OBP  | SLG  |
| ----------------- | ------ | ---- | ----- | ---- | ---- | --- | -- | -- | --- | ---- | ---- | --- | --- | ---- | ---- | ---- |
| 1989              | Sea    | 143  | 387   | 45   | 85   | 7   | 3  | 1  | 20  | 28   | 40   | 1   | 4   | .220 | .273 | .261 |
| 1990              | Sea    | 81   | 255   | 19   | 63   | 3   | 2  | 2  | 18  | 18   | 22   | 4   | 1   | .247 | .295 | .298 |
| 1991              | Sea    | 142  | 426   | 42   | 98   | 16  | 4  | 1  | 41  | 45   | 37   | 7   | 2   | .230 | .302 | .293 |
| 1992              | Sea    | 136  | 483   | 49   | 142  | 20  | 4  | 0  | 21  | 32   | 38   | 15  | 13  | .294 | .340 | .352 |
| 1993              | Sea    | 158  | 560   | 68   | 143  | 14  | 2  | 2  | 31  | 50   | 71   | 12  | 14  | .255 | .319 | .298 |
| 1994              | Cle    | 69   | 286   | 39   | 78   | 10  | 1  | 1  | 33  | 23   | 23   | 13  | 4   | .273 | .325 | .325 |
| 1995              | Cle    | 136  | 542   | 87   | 144  | 28  | 0  | 6  | 56  | 59   | 59   | 29  | 11  | .266 | .333 | .351 |
| 1996              | Cle    | 151  | 542   | 98   | 161  | 36  | 1  | 9  | 64  | 56   | 42   | 35  | 9   | .297 | .362 | .417 |
| 1997              | Cle    | 153  | 565   | 89   | 158  | 23  | 6  | 5  | 49  | 57   | 58   | 43  | 12  | .280 | .347 | .368 |
| 1998              | Cle    | 151  | 576   | 86   | 166  | 30  | 6  | 2  | 50  | 62   | 64   | 37  | 12  | .288 | .358 | .372 |
| 1999              | Cle    | 144  | 574   | 112  | 191  | 36  | 4  | 5  | 66  | 65   | 50   | 42  | 9   | .333 | .397 | .436 |
| 2000              | Cle    | 156  | 613   | 101  | 176  | 27  | 3  | 7  | 66  | 87   | 72   | 22  | 10  | .287 | .377 | .375 |
| 2001              | Cle    | 155  | 611   | 84   | 156  | 26  | 8  | 2  | 50  | 61   | 72   | 13  | 9   | .255 | .323 | .334 |
| 2002              | Cle    | 151  | 582   | 85   | 160  | 31  | 5  | 14 | 72  | 56   | 64   | 18  | 10  | .275 | .341 | .418 |
| 2003              | Cle    | 64   | 250   | 43   | 61   | 13  | 2  | 2  | 19  | 29   | 20   | 8   | 3   | .244 | .321 | .336 |
| 2004              | Cle    | 148  | 567   | 82   | 165  | 28  | 3  | 7  | 59  | 57   | 62   | 19  | 6   | .291 | .353 | .388 |
| 2005              | SF     | 152  | 568   | 66   | 154  | 28  | 4  | 3  | 45  | 56   | 58   | 24  | 10  | .271 | .341 | .350 |
| 2006              | SF     | 153  | 579   | 88   | 171  | 22  | 10 | 4  | 58  | 56   | 51   | 24  | 7   | .295 | .361 | .389 |
| 2007              | SF     | 145  | 513   | 54   | 126  | 18  | 3  | 4  | 51  | 44   | 48   | 14  | 6   | .246 | .305 | .316 |
| 2008              | SF     | 92   | 266   | 24   | 59   | 10  | 1  | 0  | 23  | 24   | 29   | 5   | 4   | .222 | .283 | .267 |
| 2009              | Tex    | 62   | 177   | 17   | 47   | 7   | 2  | 1  | 14  | 13   | 27   | 4   | 0   | .266 | .316 | .345 |
| 2010              | CWS    | 108  | 344   | 36   | 95   | 11  | 1  | 2  | 30  | 34   | 45   | 11  | 7   | .276 | .341 | .331 |
| 2011              | CWS    | 58   | 167   | 18   | 42   | 7   | 1  | 0  | 8   | 9    | 18   | 1   | 2   | .251 | .287 | .305 |
| 2012 (actualizar) | Tor    | 60   | 153   | 13   | 36   | 5   | 1  | 0  | 7   | 7    | 17   | 3   | 2   | .235 | .265 | .281 |
| Carrera           |        | 2968 | 10586 | 1445 | 2877 | 456 | 77 | 80 | 951 | 1028 | 1087 | 404 | 167 | .272 | .336 | .352 |

| J   | Juegos              | VB  | Veces al bate       | CA  | Carreras anotadas              | H  | Hits                |
| B2  | Dobles              | B3  | Triples             | HR  | Home Runs                      | CI | Carreras impulsadas |
| BBP | Bases por Bola      | K   | Ponches             | BR  | Bases robadas                  | SR | Out Robando Bases   |
| Ave | Porcentaje de Bateo | OBP | Porcentaje en Bases | SLG | Porcentaje de Bases alcanzadas |    |                     |

Estadísticas de Fildeo
| Año     | Equipo        | Liga | Edad | Pos   | J    | JI   | JC   | Inn     | Ch    | PO   | A    | E   | DP   | Fld%  | Premios       |
| ------- | ------------- | ---- | ---- | ----- | ---- | ---- | ---- | ------- | ----- | ---- | ---- | --- | ---- | ----- | ------------- |
| 1989    | SEA           | AL   | 22   | SS    | 143  | 131  | 95   | 1124    | 614   | 208  | 388  | 18  | 102  | .971  |               |
| 1990    | SEA           | AL   | 23   | SS    | 81   | 78   | 67   | 680     | 349   | 103  | 239  | 7   | 48   | .980  |               |
| 1991    | SEA           | AL   | 24   | SS    | 138  | 123  | 114  | 1134.1  | 659   | 224  | 422  | 13  | 105  | .980  |               |
| 1991    | SEA           | AL   | 24   | 2B    | 1    | 0    | 0    | 1       | 0     | 0    | 0    | 0   | 0    |       |               |
| 1992    | SEA           | AL   | 25   | SS    | 136  | 128  | 120  | 1152    | 633   | 223  | 403  | 7   | 92   | .989  |               |
| 1993    | SEA           | AL   | 26   | SS    | 155  | 150  | 140  | 1330.2  | 735   | 245  | 475  | 15  | 108  | .980  | GG            |
| 1994    | CLE           | AL   | 27   | SS    | 69   | 68   | 66   | 612.2   | 323   | 113  | 204  | 6   | 54   | .981  | GG            |
| 1995    | CLE           | AL   | 28   | SS    | 136  | 135  | 125  | 1187    | 624   | 210  | 405  | 9   | 84   | .986  | GG            |
| 1996    | CLE           | AL   | 29   | SS    | 150  | 149  | 135  | 1312.1  | 693   | 226  | 447  | 20  | 91   | .971  | GG            |
| 1997    | CLE           | AL   | 30   | SS    | 152  | 149  | 141  | 1307.1  | 684   | 245  | 429  | 10  | 98   | .985  | GG            |
| 1998    | CLE           | AL   | 31   | SS    | 151  | 149  | 134  | 1316    | 720   | 273  | 442  | 5   | 94   | .993  | AS, GG        |
| 1999    | CLE           | AL   | 32   | SS    | 143  | 140  | 121  | 1214.1  | 632   | 221  | 396  | 15  | 88   | .976  | AS,MVP-16, GG |
| 1999    | CLE           | AL   | 32   | OF    | 1    | 0    | 0    | 1       | 0     | 0    | 0    | 0   | 0    |       | AS,MVP-16, GG |
| 1999    | CLE           | AL   | 32   | RF    | 1    | 0    | 0    | 1       | 0     | 0    | 0    | 0   | 0    |       | AS,MVP-16, GG |
| 2000    | CLE           | AL   | 33   | SS    | 156  | 154  | 140  | 1328.2  | 648   | 231  | 414  | 3   | 99   | .995  | GG            |
| 2001    | CLE           | AL   | 34   | SS    | 154  | 152  | 140  | 1320.2  | 640   | 219  | 414  | 7   | 88   | .989  | GG            |
| 2002    | CLE           | AL   | 35   | SS    | 150  | 148  | 141  | 1291    | 677   | 239  | 431  | 7   | 98   | .990  | AS            |
| 2003    | CLE           | AL   | 36   | SS    | 64   | 63   | 59   | 551.1   | 324   | 114  | 203  | 7   | 59   | .978  |               |
| 2004    | CLE           | AL   | 37   | SS    | 147  | 141  | 126  | 1245    | 607   | 200  | 396  | 11  | 91   | .982  |               |
| 2005    | SFG           | NL   | 38   | SS    | 150  | 144  | 141  | 1292.1  | 668   | 234  | 426  | 8   | 81   | .988  | GG            |
| 2006    | SFG           | NL   | 39   | SS    | 152  | 148  | 131  | 1281.1  | 599   | 205  | 390  | 4   | 87   | .993  | GG            |
| 2007    | SFG           | NL   | 40   | SS    | 143  | 136  | 130  | 1219.1  | 651   | 198  | 444  | 9   | 90   | .986  |               |
| 2008    | SFG           | NL   | 41   | SS    | 84   | 76   | 61   | 657.2   | 289   | 108  | 179  | 2   | 43   | .993  |               |
| 2009    | TEX           | AL   | 42   | SS    | 27   | 22   | 17   | 196.2   | 108   | 32   | 76   | 0   | 22   | 1.000 |               |
| 2009    | TEX           | AL   | 42   | 3B    | 20   | 9    | 8    | 101     | 27    | 5    | 22   | 0   | 2    | 1.000 |               |
| 2009    | TEX           | AL   | 42   | 2B    | 16   | 14   | 13   | 126     | 72    | 23   | 49   | 0   | 12   | 1.000 |               |
| 2010    | CHW           | AL   | 43   | 3B    | 83   | 62   | 55   | 582.1   | 144   | 31   | 110  | 3   | 15   | .979  |               |
| 2010    | CHW           | AL   | 43   | 2B    | 19   | 18   | 12   | 151     | 63    | 22   | 41   | 0   | 9    | 1.000 |               |
| 2010    | CHW           | AL   | 43   | SS    | 9    | 8    | 4    | 61      | 28    | 13   | 15   | 0   | 6    | 1.000 |               |
| 2011    | CHW           | AL   | 44   | 3B    | 29   | 20   | 17   | 182     | 44    | 13   | 31   | 0   | 2    | 1.000 |               |
| 2011    | CHW           | AL   | 44   | 2B    | 16   | 14   | 10   | 130.1   | 61    | 23   | 37   | 1   | 7    | .984  |               |
| 2011    | CHW           | AL   | 44   | SS    | 9    | 8    | 7    | 72      | 26    | 8    | 18   | 0   | 3    | 1.000 |               |
| 2011    | CHW           | AL   | 44   | 1B    | 1    | 0    | 0    | 3       | 2     | 1    | 1    | 0   | 0    | 1.000 |               |
| 2012    | TOR           | AL   | 45   | 2B    | 24   | 18   | 16   | 164     | 84    | 32   | 52   | 0   | 13   | 1.000 |               |
| 2012    | TOR           | AL   | 45   | 3B    | 18   | 10   | 9    | 111.2   | 44    | 10   | 31   | 3   | 3    | .932  |               |
| 2012    | TOR           | AL   | 45   | SS    | 10   | 9    | 6    | 73      | 30    | 10   | 20   | 0   | 3    | 1.000 |               |
| 2012    | TOR           | AL   | 45   | 1B    | 2    | 0    | 0    | 5       | 6     | 6    | 0    | 0   | 0    | 1.000 |               |
| 2012    | TOR           | AL   | 45   | LF    | 1    | 0    | 0    | 0.2     | 0     | 0    | 0    | 0   | 0    |       |               |
| 2012    | TOR           | AL   | 45   | OF    | 1    | 0    | 0    | 0.2     | 0     | 0    | 0    | 0   | 0    |       |               |
| Carrera | 24 Temporadas |      |      | SS    | 2709 | 2609 | 2361 | 22960.2 | 11961 | 4102 | 7676 | 183 | 1734 | .985  |               |
| Carrera | 4 Temporadas  |      |      | 3B    | 150  | 101  | 89   | 977     | 259   | 59   | 194  | 6   | 22   | .977  |               |
| Carrera | 5 Temporadas  |      |      | 2B    | 76   | 64   | 51   | 572.1   | 280   | 100  | 179  | 1   | 41   | .996  |               |
| Carrera | 2 Temporadas  |      |      | 1B    | 3    | 0    | 0    | 8       | 8     | 7    | 1    | 0   | 0    | 1.000 |               |
| Carrera | 2 Temporadas  |      |      | OF    | 2    | 0    | 0    | 1.2     | 0     | 0    | 0    | 0   | 0    |       |               |
| Carrera | 1 Temporada   |      |      | LF    | 1    | 0    | 0    | 0.2     | 0     | 0    | 0    | 0   | 0    |       |               |
| Carrera | 1 Temporada   |      |      | RF    | 1    | 0    | 0    | 1       | 0     | 0    | 0    | 0   | 0    |       |               |
| Carrera | 24 Temporadas |      |      | Total | 2940 | 2774 | 2501 | 24519.2 | 12508 | 4268 | 8050 | 190 | 1797 | .985  |               |

| Pos | Posición          | J  | Juegos             | JI   | Juegos iniciados     | JC | Juegos completos |
| Inn | Entradas          | Ch | Chances defensivos | PO   | Outs ejecutados      | A  | Asistencias      |
| E   | Errores cometidos | DP | Doble Plays        | Fld% | Porcentaje de fildeo |    |                  |